# East Cleveland (Ohio)
East Cleveland es una ciudad ubicada en el condado de Cuyahoga en el estado estadounidense de Ohio. En el Censo de 2010 tenía una población de 17843 habitantes y una densidad poblacional de 2.227,36 personas por km². Es un suburbio ubicado al este y al sur de Cleveland y al oeste de Cleveland Heights. 

## Historia
El sitio fue colonizado en 1801 por agricultores. Se incorporó como East Cleveland Village en 1895. Perteneció originalmente al municipio (Township) de East Cleveland, organizado en 1845 con partes de los municipios de Cleveland, Newburgh, Euclid y Warrensville.

### SigloXX
East Cleveland se incorporó como ciudad en 1911. A esta incorporación le siguió un período de crecimiento durante el cual  se instalaron líneas de gas y agua, se pavimentó la avenida Euclid y comenzó el servicio de tranvía desde Cleveland. La población alcanzó los 10 000 habitantes en 1910. En ese año y también en 1916, East Cleveland rechazó la anexión con Cleveland. La mayoría de las viviendas de la ciudad se construyeron durante las décadas de 1910 y 1920. Se desarrollaron centros comerciales en las intersecciones de la avenida Euclid con las calles Superior, Taylor y Lee.
En 1916 la ciudad adopta una carta que otorga el sufragio femenino en las elecciones municipales, la primera de su tipo al este de Chicago. La Biblioteca Pública de East Cleveland abre sus puertas gracias, en parte, a un terreno donado por John D. Rockefeller y a una donación de Andrew Carnegie.

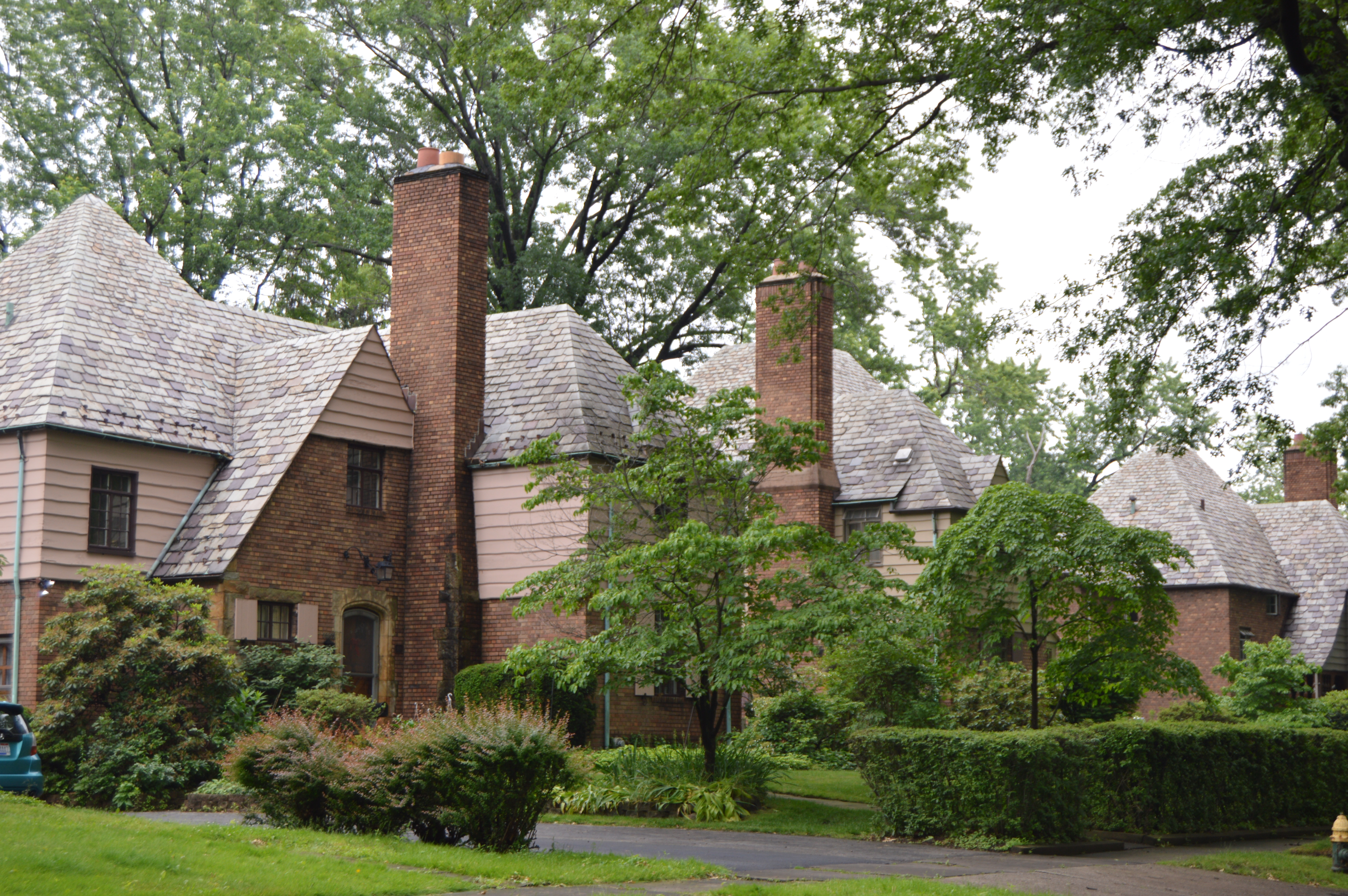
Casas en el Distrito Histórico de Forest Hill.

A finales de los años 1920, John D. Rockefeller, Jr. comenzó un desarrollo residencial en la finca de Forest Hill (que había pertenecido a su padre, John D. Rockefeller Sr.), pero solo se construyeron 81 de las 600 casas planificadas antes de la Gran Depresión. En 1938 Rockefeller donó Forest Hill Park a las ciudades de East Cleveland y Cleveland Hts. East Cleveland alcanzó su pico poblacional de 40.047 habitantes en 1950. Fue el suburbio más densamente poblado de Cleveland durante la siguiente década, a pesar de una disminución del 5 % de su población.
En la segunda mitad del siglo XX, pequeños negocios, moteles y locales de comida rápida reemplazaron muchas viviendas de la avenida Euclid. En la década de 1960 East Cleveland recuperó la mayor parte de la población perdida en la década anterior gracias al auge inmobiliario en Forest Hill. Se construyeron de casas estilo rancho californiano, y varios apartamentos de gran altura, entre los que destacan la Forest Park Tower de 27 pisos (posteriormente Lake Park Tower) y la Crystal Tower de 22 pisos. En 1968 abrió sus puertas el East Cleveland Theater.
En la década de 1960, East Cleveland se convirtió en una ciudad predominantemente negra. La población negra pasó del 2% de en 1960 al 67% en 1970. Para 1980, el 86% de la población de East Cleveland, de 36.957 habitantes, era negra. Entre 1960 y 1970, la población aumentó un 4% y llegó a los 39.600 habitantes.
A lo largo de la década de 1990, a pesar de la emisión de bonos, los recortes presupuestarios y los despidos, East Cleveland permaneció en estado de emergencia fiscal. En 2003, tenía una deuda de 7,8 millones de dólares en impuestos prediales atrasados. Continuó sumida en una emergencia fiscal durante la mayor parte de las dos primeras décadas del siglo XXI. Para 2019, el sistema escolar también se encontraba en emergencia fiscal. En 1990, la población era de 33.096 habitantes, pero en 2000 era de 27.217, un 30% menos que en 1970.

### SigloXXI
Azotada por la segregación residencial, la fuga de población y la crisis de las hipotecas subprime de 2007-2010, en 2018 East Cleveland contaba con tan solo unos 17.000 residentes (93% afroamericanos) y una tasa de pobreza del 42%, lo que la convertía en la municipalidad más pobre de Ohio. Plagada de casas y edificios ruinosos, East Cleveland también sufrió la presencia de un enorme vertedero ilegal entre 2014 y 2017, lo que supuso otra forma de supervisión estatal correctiva.
En 2016 hubo negociaciones para anexar East Cleveland a Cleveland, pero estas no prosperaron, lo que dejó a East Cleveland en una situación de precariedad fiscal. Unas elecciones especiales ese año condujeron a la destitución del alcalde de la ciudad, Gary Norton. A 2025, la ciudad seguía en emergencia fiscal y se ha propuesto declararla en quiebracomo como solución.

## Geografía

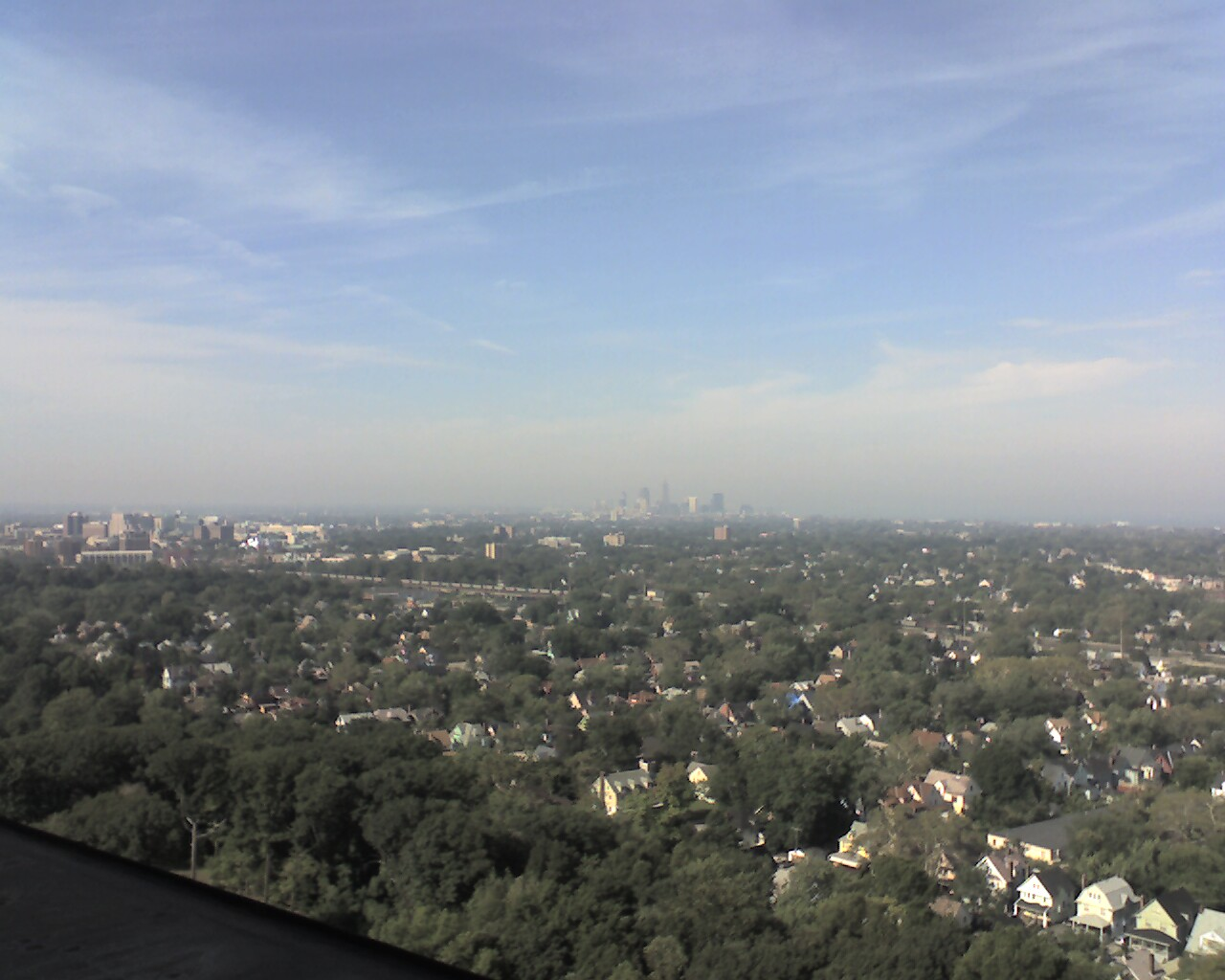
Vista panorámica de East Cleveland

East Cleveland se encuentra ubicada en las coordenadas 41°31′50″N 81°34′43″O / 41.53056, -81.57861. Según la Oficina del Censo de los Estados Unidos, East Cleveland tiene una superficie total de 8.01 km², de la cual 7.99 km² corresponden a tierra firme y (0.23%) 0.02 km² es agua.

## Demografía
Según el censo de 2010, había 17843 personas residiendo en East Cleveland. La densidad de población era de 2.227,36 hab./km². De los 17843 habitantes, East Cleveland estaba compuesto por el 4.58% blancos, el 93.25% eran afroamericanos, el 0.22% eran amerindios, el 0.22% eran asiáticos, el 0% eran isleños del Pacífico, el 0.21% eran de otras razas y el 1.52% pertenecían a dos o más razas. Del total de la población el 1% eran hispanos o latinos de cualquier raza.